# Eggerding
Eggerding ist eine Gemeinde in Oberösterreich im Bezirk Schärding im Innviertel mit 1378 Einwohnern (Stand 1. Jänner 2025).

## Geografie
Eggerding liegt auf 382 m Höhe im Innviertel. Die Ausdehnung beträgt von Nord nach Süd 8,4 km, von West nach Ost 6,2 km. Die Gesamtfläche beträgt 22,3 km². 10,3 % der Fläche sind bewaldet, 78,9 % der Fläche sind landwirtschaftlich genutzt.

### Gemeindegliederung
Das Gemeindegebiet umfasst folgende 12 Ortschaften (in Klammern Einwohnerzahl Stand 1. Jänner 2025):
- Edenaichet (149) samt Dobl, Edenaichet-Zerstreute Häuser, Oberbaumgarten und Wimmerland
- Edenrad (79) samt Dambergsiedlung und Edenrad-Zerstreute Häuser
- Eggerding (467) samt Eggerding-Zerstreute Häuser
- Hackledt (128) samt Bötzledt und Loimbach
- Hof (145) samt Gmain, Gramberg, Hof-Zerstreute Häuser und Kleinschmidleiten
- Höribach (22) samt Unterbaumgarten
- Hundshagen (35) samt Hundsbugel
- Maasbach (153)
- Maihof (16)
- Ranseredt (135) samt Großschmidleiten und Wilhelmsedt
- Wernhartsgrub (31) samt Wernhartsgrub-Zerstreute Häuser
- Würm (18)

Die Gemeinde besteht aus den Katastralgemeinden Eggerding, Hofstadt und Maasbach.
Die Gemeinde liegt im Gerichtsbezirk Schärding.

### Nachbargemeinden
| St. Marienkirchen    | Taufkirchen an der Pram                     |         |
| Antiesenhofen (RI)   | Kompassrose, die auf Nachbargemeinden zeigt | Andorf  |
| Ort im Innkreis (RI) | Lambrechten (RI)                            | Mayrhof |

## Geschichte

### Überblick
Eine Filialkirche in Eggerding soll schon um das Jahr 785 existiert haben, 1190 wurde erstmals „Eckharding“ in einer Urkunde genannt. Schloss und Hofmark in Hackledt waren Stammsitz des gleichnamigen Geschlechtes, das von seinem ersten Auftreten im Jahr 1377 bis Ende des 18. Jahrhunderts ununterbrochen hier ansässig war. In den Quellen wird es nie anders denn als freies Eigentum dieser Familie bezeichnet. Das Dorf Hackledt wird 1396 in einem Schiedsgerichtsurteil erstmals urkundlich erwähnt. Bis 1779 waren die Orte bayrisch und kamen nach dem Frieden von Teschen mit dem Innviertel (damals 'Innbaiern') zu Österreich. 1785 erfolgte Erhebung von Eggerding zur Pfarre. Während der Napoleonischen Kriege wieder kurz bayrisch, gehörten die Orte seit 1814 endgültig zu Oberösterreich.
Nach dem Anschluss Österreichs an das Deutsche Reich am 13. März 1938 gehörte der Ort zum Gau Oberdonau. Nach 1945 erfolgte die Wiederherstellung Oberösterreichs.

### Einwohnerentwicklung
Im Jahr 1991 hatte die Gemeinde 1.306 Einwohner. Da die negative Wanderungsbilanz von der positiven Geburtenbilanz ausgeglichen werden konnte, stieg die Bevölkerungszahl auf 1.314 im Jahr 2001. Nach 2001 nahm die Abwanderung zu, sodass trotz weiterhin positiver Geburtenbilanz die Einwohnerzahl auf 1.242 im Jahr 2011 zurückging. 2021 zählte die Gemeinde wieder 1.339 Einwohner.

## Kultur und Sehenswürdigkeiten
- Schloss Hackledt

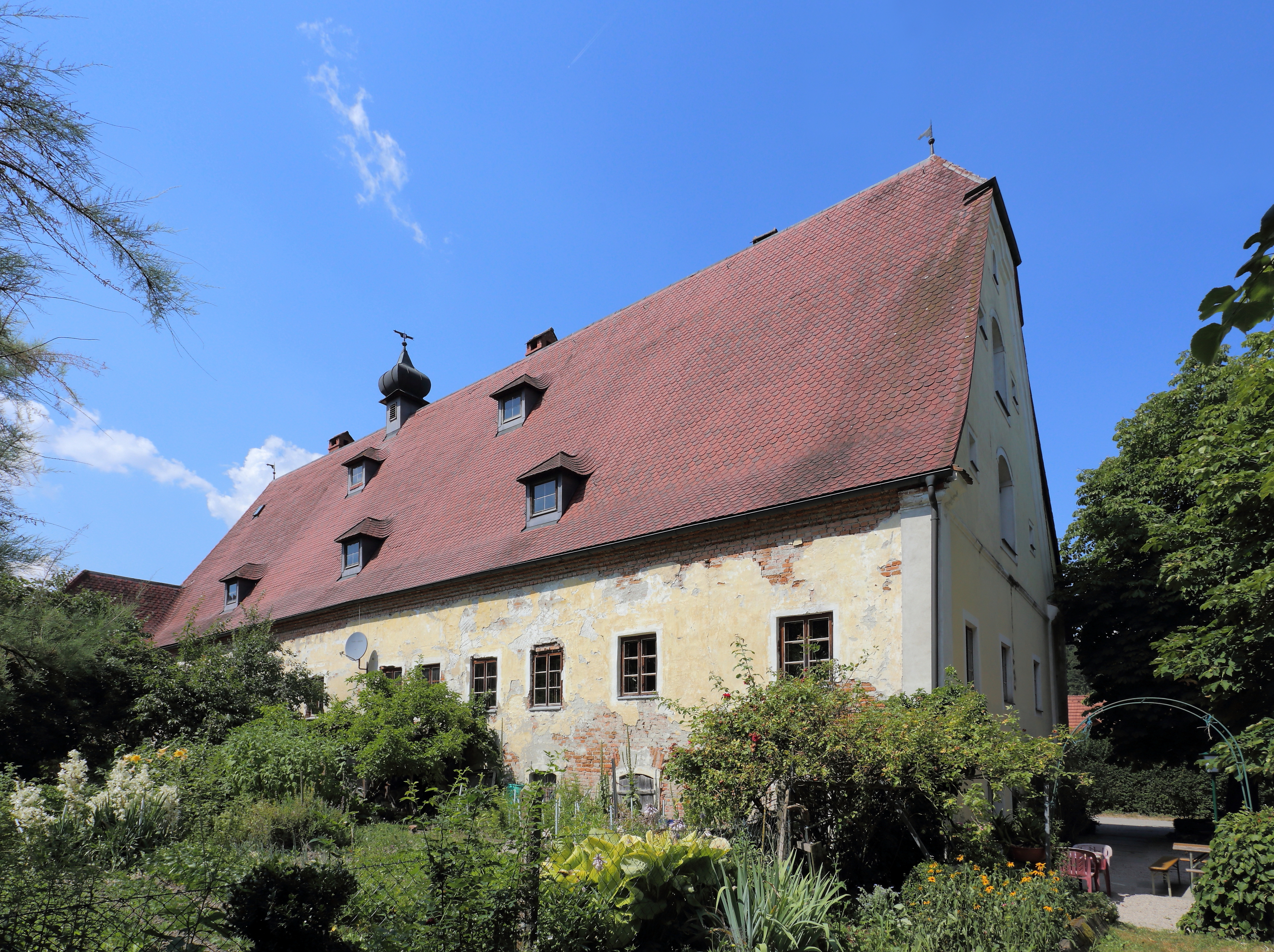
Schloss Hackledt

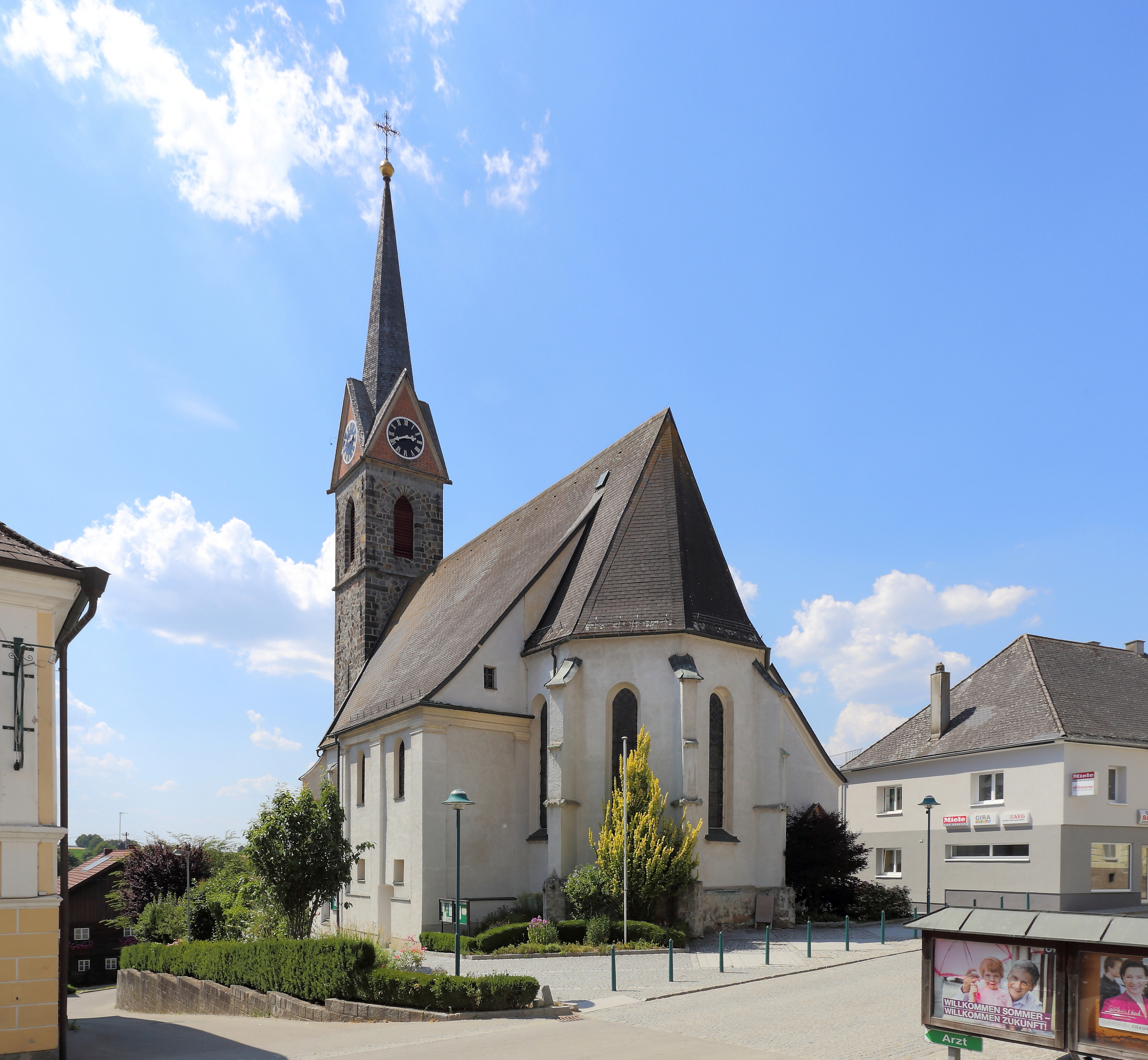
Pfarrkirche Eggerding

- Katholische Pfarrkirche Eggerding hl. Margareta
- Musikverein Eggerding
- Eggerdinger Miniorchester
- Union Eggerding

## Wirtschaft und Infrastruktur

### Bildung
Eggerding verfügt über eine Volksschule.

## Politik

### Gemeinderat
Der Gemeinderat hat 19 Mitglieder.
- Mit den Gemeinderats- und Bürgermeisterwahlen in Oberösterreich 2003 hatte der Gemeinderat folgende Verteilung: 14 ÖVP, 3 SPÖ und 2 FPÖ.
- Mit den Gemeinderats- und Bürgermeisterwahlen in Oberösterreich 2009 hatte der Gemeinderat folgende Verteilung: 11 ÖVP, 6 FPÖ und 2 SPÖ.
- Mit den Gemeinderats- und Bürgermeisterwahlen in Oberösterreich 2015 hatte der Gemeinderat folgende Verteilung: 11 ÖVP, 6 FPÖ und 2 SPÖ.
- Mit den Gemeinderats- und Bürgermeisterwahlen in Oberösterreich 2021 hat der Gemeinderat folgende Verteilung: 13 ÖVP, 4 FPÖ und 2 SPÖ.[4][5]

### Bürgermeister
- 1991–2020 Johann Hingsamer (ÖVP)[6]
- seit 2020 Christian Gallhammer (ÖVP)

### Wappen
Blasonierung: In Silber ein schwarzer, aufgerichteter Bär mit roter Zunge und roten Krallen, der in den vorderen Tatzen eine rote Hacke hält. Die Gemeindefarben sind Gelb-Rot-Weiß. Der Bär stammt aus dem Familienwappen der Hackledter, die auf Schloss Hackledt im Gemeindegebiet von Eggerding ansässig waren. Um das Familienwappen der von Hackledt rankt sich eine eigene Sage.

## Persönlichkeiten

### Ehrenbürger der Gemeinde
- Anton Reidinger (1839–1912), war 1894 bis 1906 Pfarrer von Eggerding, dann bis zu seinem Tod Pfarrer von Obernberg am Inn. Von ihm stammt das populäre Weihnachtslied Es wird scho glei dumpa. Aufgrund seiner Verdienste um Eggerding wurde er 1895 von der Gemeinde zum Ehrenbürger ernannt, in der Pfarrkirche Eggerding erinnert eine Portraitbüste an ihn.[7]
- Ferdinand Schmoigl (1900–1984), war 1940 bis 1962 Lehrer an der Volksschule Eggerding, zuletzt dort Direktor. Gründer des Musikvereins Eggerding und Heimatforscher.[8]
- Johann Hingsamer (* 1956), Landwirt und Politiker (ÖVP), Ehrenbürger 2022

### Söhne und Töchter der Gemeinde
- Johann Baptist Zarbl (1794–1862),[9] Stadtpfarrer in Landshut und Dompropst in Regensburg
- Johann Hingsamer (* 1956), Landwirt und Politiker (ÖVP)
- Severin Hingsamer (* 2000), Fußballspieler